# Kościół św. Jakuba w Janiszkach
Kościół św. Jakuba w Janiszkach – katolicki kościół w Janiszkach (Litwa).
Drewniany kościół zbudowali w 1726 jezuici. Przebudowany został w 1848.

## Architektura
Kościół w Janiszkach jest kościołem halowym o trzech nawach. Budynek ma prezbiterium zamknięte wielobocznie i dwie zakrystie.
Przy fasadzie wznoszą się dwie czworoboczne wieże, a między nimi barokowy szczyt. Wejście do kościoła prowadzi przez portyk z trójkątnym frontonem.

## Wyposażenie kościoła
W kościele znajdują się zabytkowe ołtarze oraz rokokowy prospekt organowy.